# Dromasauria
Dromasaurs es un grupo parafilético de terápsidos anomodontos. Eran animales muy pequeños y tenía una constitución delgada, piernas esbeltas y una cola larga. Sus cráneos eran cortos, pero las órbitas eran grandes. Surgieron y vivieron en el periodo Pérmico Medio. Estaban relacionados con el infraorden Dicynodontia y pudieron compartir un ancestro común. 
Dromasauria fue considerado en algún momento como un grupo mayor de anomodontos basales junto con el infraorden Venyukovioidea. Este incluye a los géneros Galepus, Galechirus y Galeops, todos del sur de África. A continuación se encuentra un cladograma basado en los estudios de Modesto & Rubidge (2000), Liu et al. (2009) y Cisneros et al. (2011):

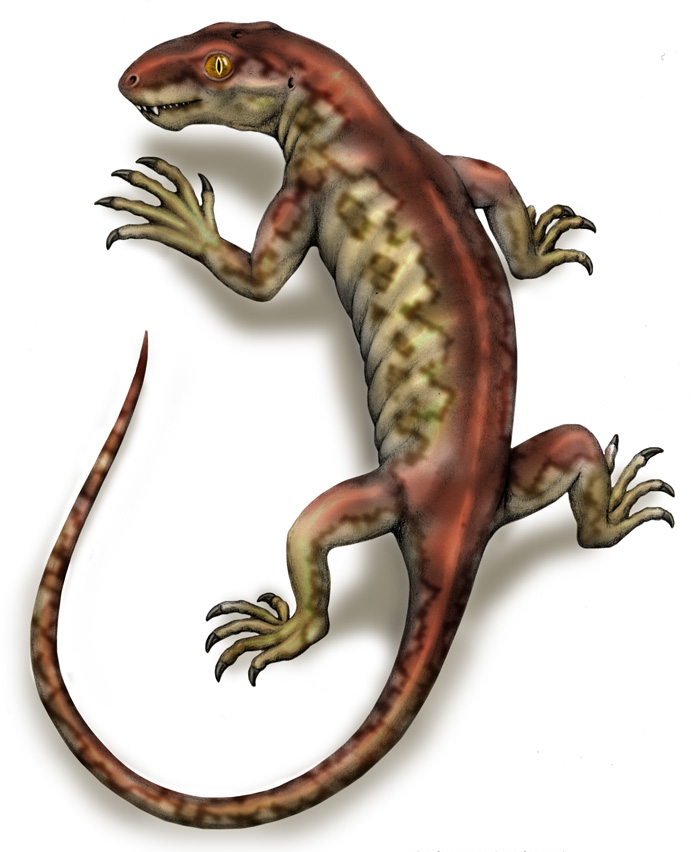
Galepus.

|  | Galepus    |
|  |            |
|  | Galechirus |
|  |            |

|  | Patranomodon                                             |
|  |                                                          |
|  | \| \| Galeops \| \| \| \| \| \| Dicynodontia \| \| \| \| |
|  |                                                          |
|  | Galeops                                                  |
|  |                                                          |
|  | Dicynodontia                                             |
|  |                                                          |

|  | Galeops      |
|  |              |
|  | Dicynodontia |
|  |              |

|  | Galepus    |
|  |            |
|  | Galechirus |
|  |            |

|  | Patranomodon                                             |
|  |                                                          |
|  | \| \| Galeops \| \| \| \| \| \| Dicynodontia \| \| \| \| |
|  |                                                          |
|  | Galeops                                                  |
|  |                                                          |
|  | Dicynodontia                                             |
|  |                                                          |

|  | Galeops      |
|  |              |
|  | Dicynodontia |
|  |              |

|  | Galepus    |
|  |            |
|  | Galechirus |
|  |            |

|  | Patranomodon                                             |
|  |                                                          |
|  | \| \| Galeops \| \| \| \| \| \| Dicynodontia \| \| \| \| |
|  |                                                          |
|  | Galeops                                                  |
|  |                                                          |
|  | Dicynodontia                                             |
|  |                                                          |

|  | Galeops      |
|  |              |
|  | Dicynodontia |
|  |              |

|  | Galepus    |
|  |            |
|  | Galechirus |
|  |            |

|  | Patranomodon                                             |
|  |                                                          |
|  | \| \| Galeops \| \| \| \| \| \| Dicynodontia \| \| \| \| |
|  |                                                          |
|  | Galeops                                                  |
|  |                                                          |
|  | Dicynodontia                                             |
|  |                                                          |

|  | Galeops      |
|  |              |
|  | Dicynodontia |
|  |              |